# Alfredo Kindelán
Pour les articles homonymes, voir Kindelán.
Alfredo Kindelán Duany (Santiago de Cuba, 1879 - Madrid, 1962) était un ingénieur militaire, aérostier, aviateur, enseignant, essayiste, historien et mémorialiste espagnol. 
Précurseur dans le domaine des dirigeables et pionnier de l’aviation, il cofonda la force aérienne espagnole, qu’il constitua — conformément à sa doctrine — en corps d’armée autonome et à visée nettement offensive. Nommé chef de l’Aviation du Maroc, il engagea la force aérienne dans des opérations militaires dans le Rif, et en particulier lors du débarquement amphibie d’Al Hoceima en 1925. Après l’instauration abrupte de la république en 1931, Kindelán, monarchiste affiché, se mit d’emblée à conspirer contre le nouveau régime, et adhéra au  coup d’État militaire du 18 juillet 1936, devenant dans la guerre civile qui s’ensuivit l’un des fidèles collaborateurs du général Franco, notamment au titre de chef de la force aérienne, et œuvrant fin septembre 1936 pour la nomination de Franco au rang de commandant suprême (generalísimo). 
Une fois la victoire acquise durant la guerre civile espagnole, quand il devint clair que Franco entendait pérenniser sa dictature personnelle au lieu de rétablir la monarchie que Kindelán appelait de ses vœux, celui-ci se retourna contre Franco, conspirant contre lui, s’opposant à l’entrée en guerre de l’Espagne aux côtés de l’Axe souhaitée par la Phalange, signant pendant et après la guerre déclarations et manifestes monarchistes en faveur du prétendant Alphonse XIII d’abord, de Juan de Bourbon ensuite, etc., ce qui lui valut une période de disgrâce, voire — à l’âge de 69 ans — plusieurs mois de forteresse.
Parmi les nombreux écrits laissés par Kindelán figurent, outre un ensemble d’ouvrages techniques sur l’aviation, quelques livres d’histoire, des essais, et surtout son journal de la Guerre civile, dont la première édition fut expurgée par la censure franquiste.

## Biographie

### Origines et formation
Né à Santiago de Cuba, dans ce qui était encore la Capitainerie générale de Cuba, Kindelán était le fils de l’ingénieur militaire Ultano Kindelán (petit-fils de Sebastián Kindelán) et de Manuela Duany, tous deux appartenant à de très anciennes familles espagnoles d’origine irlandaise, aisées et de longue tradition militaire, dont la présence en Espagne remontait à 1673, date à laquelle les frères Ultano et Vincent Kindelán furent admis dans l’armée espagnole.
Sa famille, qui avait déménagé de Cuba pour l’Espagne en 1882 en raison d’un changement d’affectation du père, perdit la totalité de sa fortune par suite de la guerre contre les États-Unis de 1898. Orphelin de père dès 13 ans, Kindelán entra en septembre 1893, sur concours à l’âge de 14 ans, comme cadet à l’Académie d’ingénieurs de Guadalajara, dont il sortit premier-lieutenant en 1899. Il sollicita alors, et obtint, l’autorisation d’accomplir des missions pour le compte de la Compañía de Aeroestación (littér. Compagnie d’aérostation), et fut versé en 1900 dans la Compañía del Parque Aerostático. Cette année-là, il réalisa sa première ascension en ballon captif, avec pour mentor le commandant, et futur ami, Pedro Vives Vich, qui lui enseigna quasiment tout sur l’art de piloter les ballons.

### Pilote d’aérostat et de dirigeable

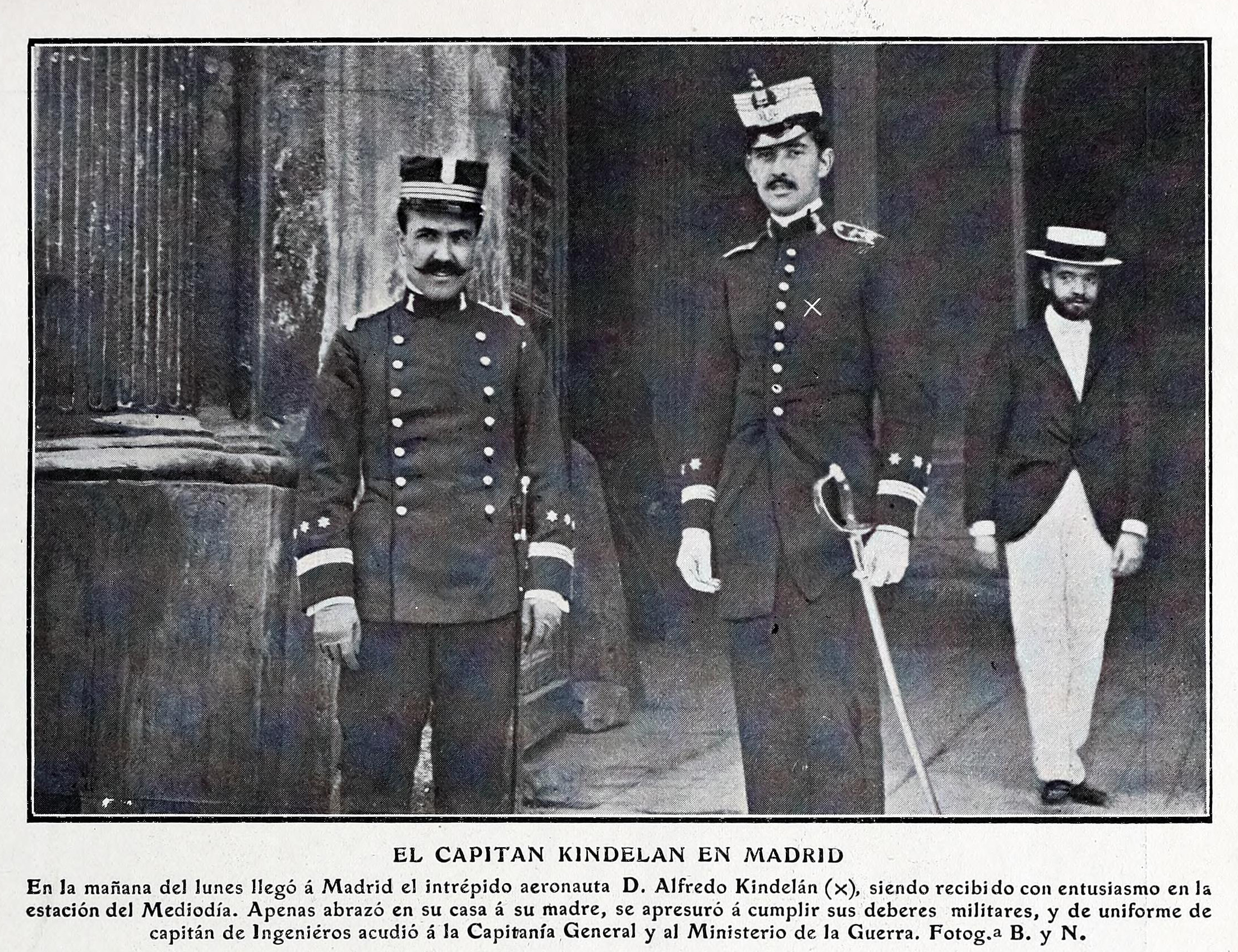
Kindelán à Madrid (revue Blanco y Negro, 3 août 1907).

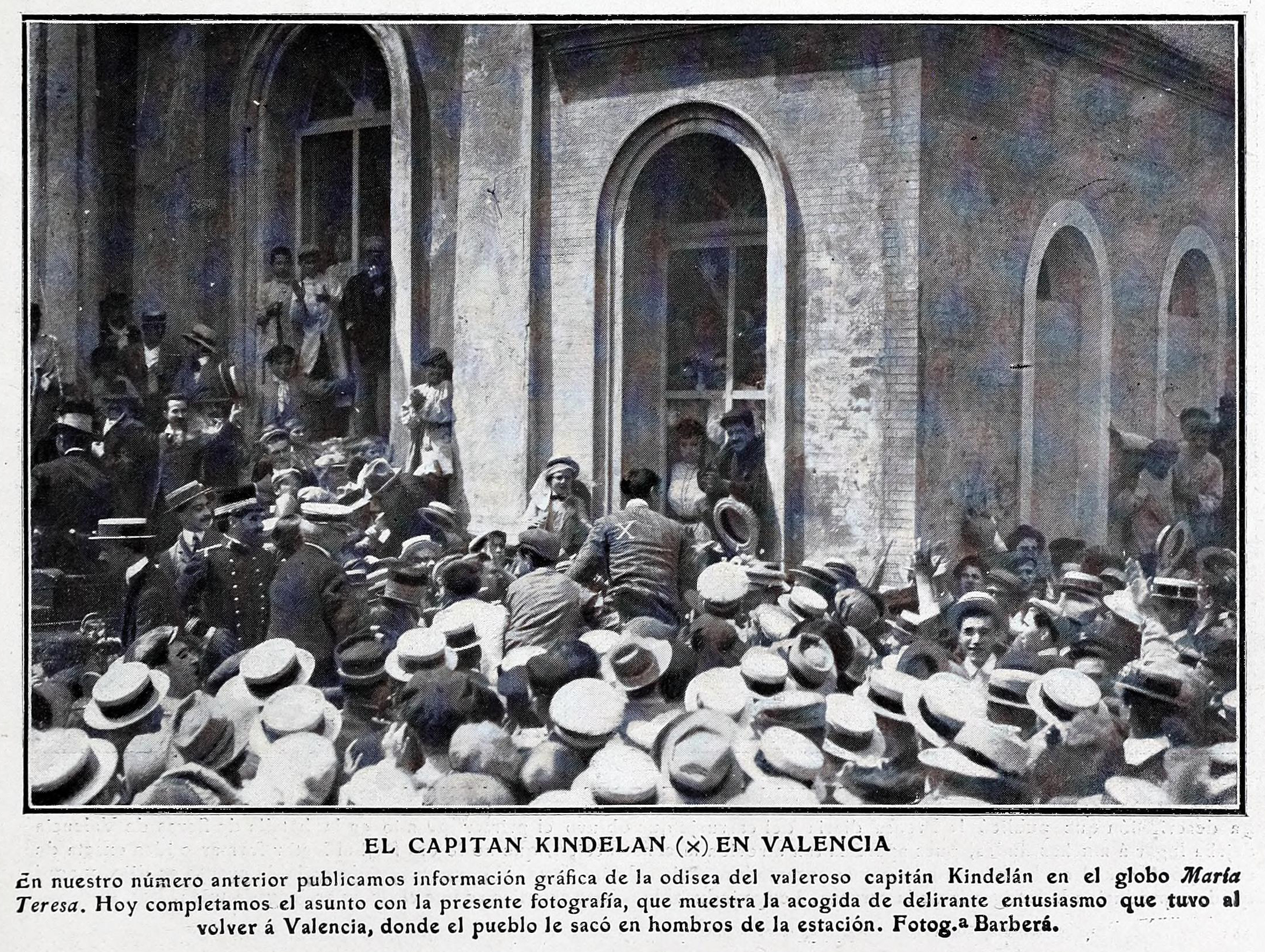
Kindelán à Valence au lendemain de son accident de ballon (revue Blanco y Negro, 8 août 1907.

En 1901, ayant été admis à l’École pratique de la Compañía de Aeroestación, Kindelán fut amené à effectuer, d'abord comme membre d’équipage, un grand nombre d’ascensions, aussi bien en ballon captif que libre, puis se vit confier le 17 octobre 1902 le commandement de ce qui sera sa 5e ascension en ballon, réalisée à l’entière satisfaction de ses supérieurs, ce qui lui valut le brevet de pilote aérostier. Il devint ensuite également le premier pilote espagnol de dirigeable, et fut promu capitaine en 1905.
En mars de la même année, Kindelán conçut un projet de statuts du futur Real Aero Club de España (RACE), projet approuvé à Madrid par les 73 candidats sociétaires, qui élurent Kindelán vice-président.
Il participa entre 1905 et 1908 aux travaux de conception et de construction du prototype de dirigeable semi-rigide de l’ingénieur Leonardo Torres Quevedo, qui fut breveté en 1906. En septembre 1906, il se rendit à Paris en mission de service pour y représenter l’Espagne au prestigieux concours aérostatique international Gordon Benett, lors duquel, à l’issue d’un parcours accidenté, il fut contraint d’atterrir en urgence à proximité de Chichester en Grande-Bretagne. Fin 1905, il publia dans les colonnes de la revue Memorial de Ingenieros sa première publication, intitulée Las ascensiones libres en la Compañía de Aeroestación, traité pouvant, dans la pratique, faire office de manuel pour la formation des futurs aérostiers. Plus tard, il fera paraître les ouvrages Dirigibles y Aeroplanos (1910) et La flota aérea española (1916).
En juillet 1907, un accident spectaculaire le propulsa à la célébrité. Ayant pris part au concours de ballons de Valence à bord du María Teresa, il fut emporté par un orage et projeté dans les eaux de la Méditerranée, où il séjourna pendant 22 heures avant d’être sauvé par un cargo britannique, qui le déposa à terre dans le port de Garrucha, dans la province d’Almería.
Fin septembre 1908, Kindelán se rendit à Berlin en vue d’une deuxième participation à la coupe Gordon Bennett, en compagnie de son camarade le capitaine Emilio Herrera Linares, lui aussi inscrit au concours, et y pilota le ballon Valencia, à bord duquel il accomplit un vol de 500 kilomètres jusqu’à l'atterrissage au terme d’un périple aérien de 29 heures. S’en revenant à Madrid, il fit escale à Paris pour assister au Mans le 4 octobre 1908 aux démonstrations de l’Américain Wilbur Wright, première fois où il put voir voler un aéroplane, ce qui lui laissa une vive impression.

### Aviation militaire
Kindelán contribua dans les deux premières décennies du XXe siècle à créer et développer la première force aéronautique espagnole. En 1909, le ministère de la Guerre, s’étant avisé du potentiel de l’aviation comme arme de guerre, était parvenu à intéresser le gouvernement espagnol à un projet d’acquisition d’aéroplanes pour l’armée. Ainsi, en mars de la même année, Vives et Kindelán furent-ils missionnés pour étudier à Pau les caractéristiques de l’avion des frères Wright.
Vers la fin de 1909, la revue Memorial de Ingenieros publia un nouvel article de Kindelán, intitulé Globos y Dirigibles (littér. Ballons et Dirigeables), où il relatait ses expériences lors des vols d’essai sur le dirigeable de Torres Quevedo. En octobre 1910, chargé d’évaluer pendant un mois à Paris l’acquisition par l’Espagne d’un certain nombre d’aéroplanes, il lui fut donné d’essayer et de piloter les appareils proposés par les différents fabricants.
À la fin de l’année, il fit paraître dans Memorial de Ingenieros un copieux article, en cinq livraisons, portant le titre générique de Aeroplanos, qui dans la pratique pouvait tenir lieu d’excellent traité d’aérodynamique, de stabilité, de pilotage et de propulsion, fort utile à la formation des futurs pilotes d’avion.
En mars 1911, il participa, pour le compte de la Commission d’expérimentation (Comisión de Experiencias), aux travaux d’étude et d’expérimentation des trois premiers aéroplanes acquis par l’armée espagnole, et fut chargé dans le même temps de diriger l’aérodrome de Cuatro Vientos près de Madrid, où avait été établie, avec l’aide du colonel Vives, l’École d’aviation militaire, pour les besoins de laquelle furent recrutés deux professeurs français. À l’issue de 43 vols comme élève, totalisant cinq heures et trente minutes de vol réalisées à bord d’avions Henri Farman du 15 mars au 31 juillet 1911, le capitaine Kindelán fut déclaré apte comme pilote aviateur et affecté du numéro un de la première promotion, c’est-à-dire devenait le tout premier pilote de l’aviation militaire espagnole. En août 1912, il assista à un concours militaire britannique d’aéroplanes, où il effectua plusieurs vols d’essai sur différents appareils, avant de visiter quelques aérodromes dans le Nord de la France. Poursuivant ses activités d’enseignant, il termina l’année avec un total de 526 vols, pour la plupart avec des élèves, en plus de trois vols qui, par leur durée, constituaient de véritables prouesses, dont un fut une primeur, car effectué en soutien aux troupes au sol lors des premières manœuvres espagnoles avec appui aérien.

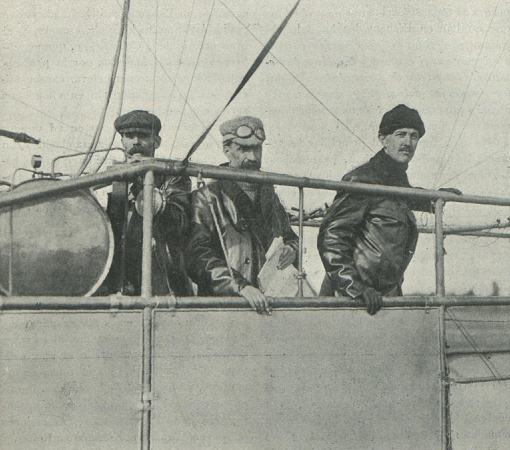
Kindelán (à droite) avec Frédéric Airault (à gauche) et Pedro Vives Vich (au centre), à bord du dirigeable España.

À la mi-1912, fort de son expérience et de ses connaissances acquises, il rédigea un rapport où il plaidait pour la création d’une arme, ou Corps spécial, d’aviation indépendant, et où affleuraient les deux idées centrales de la doctrine de Kindelán concernant l’emploi de l’aviation militaire, à savoir : l’autonomie, qui nécessitait qu’elle soit convertie en arme à part ; et une fonction de nature fondamentalement offensive. Ledit rapport servit de base à l’élaboration du Décret officiel du 28 février 1913 portant création du Service de l’aviation militaire.
En octobre 1913, Kindelán reçut un télégramme de Vives lui annonçant l’éventualité qu’un quelconque avion soit requis d’intervenir au Maroc. Kindelán ordonna que soit préparée d’urgence une escadrille avec son parc mobile de réserve. La première escadrille expéditionnaire arriva à l’aérodrome de Tétouan fin octobre et début novembre, effectuant ensuite l’historique premier vol de l’Aviation militaire espagnole, d’une durée de 8 minutes, dans le ciel marocain. Le 23 novembre, Kindelán émit l’ordre suivant : « Demain, l’escadrille inaugurera son action offensive en larguant des bombes sur les zones de peuplement de l’embouchure du Haira, collaborant ainsi avec les troupes lors de la petite opération ordonnée par le Haut Commandement ». L’importance de cette opération modeste, où des bombes étaient lancées à la main et sans viseur, résidait en ce qu’elle mettait en œuvre une nouvelle arme de guerre, cette mission militaire étant en effet la première réalisée par l’aviation espagnole.
En 1915, Kindelán fut nommé directeur de l’École nationale d’aviation (ENA), école destinée à la formation de pilotes civils et établie à Getafe, et remplira cette fonction jusqu’en janvier 1917, date à laquelle il fut requis, en considération de sa formation d’aviateur, de rejoindre l’état-major central, où il resta jusqu’en mars 1919, le temps de mettre au point un plan d’organisation de l’armée. Il mit sur pied en 1921 à Los Alcázares (dans la province de Murcie) l’Escuela de Combate y Bombardeo.

### Maroc
En 1922, Kindelán fut nommé Chef des Forces aériennes d’Afrique, ce qu’il mit à profit pour réviser et améliorer dans la mesure de ses possibilités le matériel et l’infrastructure de vol et pour imposer aux opérations de la force aérienne une orientation sensiblement plus offensive, sans pour autant abandonner totalement l’appui tactique aux lignes de front.
En juin 1923, alors nouvellement promu lieutenant-colonel (par l’effet de l’ancienneté), Kindelán remplaça au pied levé un copilote bombardier qui ne s’était pas présenté à l’aérodrome de Nador, et prit place sur le siège gauche de l’appareil Bristol 49, en vue d’une mission de bombardement. Pendant cette mission, il fut atteint par un coup de feu à l’épaule et au cou, qui entraîna une forte hémorragie et une paralysie. L’avion atterrit à proximité de troupes de la Légion, où Kindelán reçut les premiers soins, avant d’être transféré à l'hôpital militaire de Melilla, puis évacué sur Madrid. Il sera inapte au service pendant quasiment un an.
En août 1924, il fut chargé d’organiser et de diriger un cours spécialement conçu à l’intention des chefs d’aviation, premier du genre pour commandants d’unités tactiques aériennes. Il recueillit dans son livre Conferencias Teóricas ce que l’on peut considérer comme sa doctrine en matière de mise en œuvre de la force aérienne.
En septembre 1925, il fut rappelé d’urgence au Maroc pour y commander à Melilla l’Escadre expéditionnaire, composante aérienne de l’opération amphibie du débarquement d'Al Hoceima (en espagnol Alhucemas), au lendemain de laquelle il fut récompensé « pour les services accomplis et mérités acquis » par une promotion au grade de colonel.

### Directeur général de l’Aéronautique
En 1926, Miguel Primo de Rivera le nomma directeur général de l’Aéronautique. C’est vers cette année-là que furent lancés les grands vols de l’aviation espagnole autour du monde, tels que celui du Plus Ultra piloté par Ramón Franco (frère cadet du futur dictateur Francisco Franco), entre Palos de la Frontera et Buenos Aires, celui de la patrouille Atlantide (Patrulla Atlántida), lors duquel trois hydravions firent le voyage aller-retour de Guinée équatoriale, celui de l’escadrille Elcano, où trois Breguet 19 décollèrent de Madrid pour Manille, mais où seul un d’entre eux, sous le commandement d’Eduardo González-Gallarza et de Joaquín Loriga, parvint à destination, et ceux du Jesús del Gran Poder, un Breguet 19 qui effectua en 1927 un périple le menant au Brésil, au Paraguay, en Argentine, au Chili, au Pérou, en Colombie, au Panama, au Honduras et à Cuba.
En 1927, Kindelán présenta un projet, qui sera approuvé, de créer le Commandement supérieur de l’Aéronautique (en espagnol Jefatura Superior de Aeronáutica), lequel projet impliquait la quasi-indépendance de la force aérienne vis-à-vis des autres armes et corps de l’armée de terre espagnole. Au long des quatre années qu’il travailla au sein de ce Commandement, il œuvra à doter l’aviation espagnole d’une identité propre, tant et si bien que, par son organisation et par ses caractéristiques, elle finit par être considérée comme une arme neuve, jouissant d’une ample autonomie, avec tableau d’avancement séparé, des fonctions exclusives, des catégories professionnelles nouvelles, avec y compris un uniforme particulier (vert foncé) et des insignes spécifiques. En 1929, Kindelán fut promu général de brigade et alla présider le Conseil supérieur de l’aéronautique.

### Proclamation de la république et conspiration
En octobre 1929, Kindelán monta au grande de général de brigade, et cessa à partir de mars 1930, en même temps que Primo de Rivera s’évanouissait de la scène politique, de travailler comme Commandant suprême de l’aéronautique, et passa à présider le Conseil supérieur de l’aéronautique. Entre-temps, Alfonso XIII, après l’échec de la dictature de Primo de Rivera, qu’il avait appuyée de façon décisive, s’était vu forcé, une fois la République proclamée, de s’exiler à Rome. De sa propre initiative, Kindelán, monarchiste déclaré, s’exila à son tour en prenant le chemin de la France, puis de la Suisse, où il trouva à s’employer comme ingénieur dans l’entreprise Saurer à Arbon. En 1934, après l’avènement d’un gouvernement conservateur plus favorable à ses positions, il obtint de la maison Saurer d’être nommé représentant en Espagne et retourna ainsi à Madrid. À noter qu’il avait auparavant sollicité le ministre de la Guerre de l’assigner à la deuxième réserve, ce qui lui avait permis d’éviter d’avoir à signer le court texte d’adhésion énonçant : « Je promets sur mon honneur de servir bien et fidèlement la République, d’obéir à ses lois et de les défendre par les armes si nécessaire ».
En Espagne, il s’activa à préparer le coup d’État du 17 juillet 1936. Sa participation à la conspiration aux côtés des hauts gradés Mola, Varela, Galarza et Fanjul, entre autres, est documentée, et contribua à assurer un encadrement compétent au Mouvement nationaliste. En échouant partiellement, le coup d’État devait déboucher sur une guerre civile.

### Coup d’État et Guerre civile
Le 17 juillet 1936, dès que la participation du général Franco au soulèvement eut été confirmée, Mola dépêcha Kindelán à Cadix d’où, une fois la Guerre civile déclenchée, il se transporta à Algésiras le 18 juillet pour rencontrer le gouverneur britannique de Gibraltar — en effet, les Britanniques, dont les premières réactions n’étaient pas défavorables aux insurgés, mirent à la disposition de Kindelán leurs lignes aériennes et téléphoniques afin qu’il pût communiquer avec Berlin et Rome — et, agissant comme une sorte de plénipotentiaire, pour exposer aux chancelleries européennes les enjeux du conflit en cours, avant de rejoindre Franco à Ceuta. Nommé chef des Services d’aviation et membre du Conseil supérieur de l’armée, il organisa un pont aérien au-dessus du détroit de Gibraltar et aida ainsi à déjouer le blocus républicain. S’étant dès le début tenu aux côtés de Franco, Kindelán devint l’un de ses hommes de confiance, l’assistait en permanence, suivait l’itinéraire du quartier-général de Franco et occupait le bureau contigu au sien,. Fin août 1936, Franco se constitua une façon de cabinet ministériel avec notamment son cousin Pacón, son frère Nicolás, José Antonio de Sangróniz, José Millán-Astray, Luis Bolín et Kindelán,. Monarchiste, Kindelán escomptait cependant que Franco restaurerait la monarchie dans les plus brefs délais après la fin du conflit.
Kindelán, mais aussi Orgaz, monarchiste comme lui, s’était tôt avisé de la nécessité d’un commandement unique du camp nationaliste. Le 21 septembre 1936, lors d’une première réunion des généraux rebelles sur un aérodrome non loin de Salamanque, Kindelán, alléguant qu’un commandement unique aurait plus de chances qu’un directoire d’apporter la victoire, proposa la candidature de Franco, mais aucun accord ne put être obtenu ce jour-là. Réunis à nouveau le 28, les mêmes intervenants parvinrent finalement, après la pression insistante de Yagüe et Kindelán, à s’accorder sur la personne du général Franco,,. Kindelán allait affirmer plus tard, à l’encontre du témoignage de Cabanellas, que l’accord conclu portait sur un mandat à la fois militaire et politique confié à Franco. Kindelán est du reste le seul à avoir laissé un compte rendu écrit de la réunion. La Junte de défense nationale nomma Kindelán Chef des forces aériennes (Jefe del Aire), auquel titre il eut — du moins en théorie — le haut commandement de toutes les forces aériennes du camp nationaliste pendant toute la durée de la guerre, y compris celles de la légion Condor allemande et de l’Aviazione Legionaria italienne,.
Le 20 novembre 1936 survint un incident quand Franco, qui venait de se réconcilier avec son fantasque frère Ramón, naguère républicain mais ayant de fraîche date rallié les insurgés, le dota du grade de lieutenant-colonel et lui confia le commandement de la base d’hydravions de Pollença, sur l’île de Majorque, sans seulement en informer Kindelán, qui était pourtant le chef de l’aviation. Kindelán réagit par l’envoi d’une missive rageuse à Franco, dans laquelle il lui communiqua sans fard son opinion au sujet de cette nomination. Depuis ce moment, et en dépit des résultats favorables pour l’ensemble des opérations militaires, sa relation avec le Caudillo furent extrêmement tendues,,. À signaler que Kindelán avait déjà sanctionné Ramón Franco en 1929, après sa tentative avortée de traverser l’Atlantique en hydravion, pour non-respect du règlement prescrivant que l’appareil utilisé devait être de fabrication espagnole.
En septembre 1936, Kindelán, mais aussi Orgaz et Yagüe, souhaitait ne pas retarder l’offensive sur Madrid, alors que Franco choisit, au motif de « facteurs spirituels », de dériver une partie de ses troupes en direction de Tolède pour y désencercler l’Alcazar. Certes, compte tenu de l’évolution de la guerre, et après que Juan Vigón eut convaincu Franco de la nécessité d’une issue rapide à la guerre, le général Emilio Mola put bientôt concentrer ses attaques sur le front nord, d’une grande importance stratégique. La stratégie à adopter deviendra par la suite un point de désaccord entre Franco et Kindelán, qui notamment lui demanda dans un mémento d’abandonner ses offensives sur le front de Valence, vu le nombre de pertes humaines et la lenteur de l’avancée, afin de se focaliser intégralement sur le front nord,. Il critiqua aussi l’engagement de Franco dans la bataille de l'Èbre, eu égard à la longue durée de cette opération, laissant entendre en particulier que sa décision de lancer cette offensive au lieu d’attaquer directement Barcelone eut pour effet de retarder de quatre mois la fin de la guerre.
Concernant le bombardement de Guernica, perpétré par la légion Condor sous les ordres de Von Richthofen, si l’on peut envisager que Franco n’en ait pas été informé et qu’il en ait été courroucé, il est très probable en revanche que Mola et Kindelán aient été préalablement consultés. Quoi qu’il en soit, Franco ordonna à Kindelán de faire parvenir au commandant Richthofen le message suivant :

« Sur indication du Généralissime, je fais part à Votre Excellence que ne devra plus être bombardée aucune localité ouverte et sans troupes ou industries militaires sans ordre exprès du Généralissime ou du général en chef de la force aérienne. Sont naturellement exceptés les objectifs tactiques immédiats du champ de bataille. »

Vers la fin de la Guerre civile, les Allemands préparèrent en collaboration avec Kindelán une grande opération aéroportée, rendue inutile toutefois par la débâcle de l’armée républicaine ; on possède le texte de l’ordre d’opération signé de Kindelán, en date du 8 février 1939.

### Dictature de Franco

#### Après-guerre civile et Seconde Guerre mondiale
Une fois acquise la victoire du camp nationaliste en 1939, Kindelán commença à se montrer critique envers Franco, qu’il considérait comme son égal, non comme un supérieur. Il voyait le régime franquiste comme une régence, dans l'attente de la restauration d’Alphonse XIII. Après la guerre, l’aviation garda pour un temps encore le même cadre de fonctionnement, avec Kindelán comme commandant en chef, pendant qu’était en cours la mise en place du ministère de l’Air, ce qui fut chose faite en août 1939. L’incident autour de Ramón Franco, mais d’autres encore qui avaient envenimé ses rapports avec le chef de l’État, et le fait qu’il eut critiqué vertement l’influence de la Phalange dans l’entourage du Caudillo, s’ajoutant à son caractère peu enclin à l’adulation,, feront que Kindelán, bien qu’il eût été le candidat tout désigné pour prendre en charge le ministère de l’Air attendu qu’il avait exercé comme tel durant la Guerre civile, fut destitué par Franco comme chef des Forces aériennes et que le général Juan Yagüe, appartenant pourtant à l’infanterie et ayant fait sa carrière dans la Légion, fut placé le 11 août 1939 au poste de nouveau ministre de l’Air et de chef de l’armée de l’Air. Ne pouvant supporter d’être sous les ordres d’Yagüe, et ayant sollicité de pouvoir retourner à son corps d’origine, il reçut une affectation sur l’île de Majorque, en qualité de commandant général des Baléares. En 1940, il monta à lieutenant-général et peu après, en juin 1941, prit la tête de la Capitainerie générale de la région militaire de Catalogne, — fonction conçue par Franco pour équilibrer les différentes factions militaires et ainsi faire contrepoids au pouvoir de son beau-frère Ramón Serrano Súñer et de la Phalange — , mais fut abruptement limogé de ce poste pour s’être enhardi à réunir ses officiers afin de leur expliquer, comme témoignage de première main, l’épisode du commandement unique qui avait eu lieu à Salamanque. Il fut ensuite nommé directeur de l’École supérieure de l’armée. En décembre 1941, lors d’un conseil supérieur de l’armée, Kindelán avait laissé exploser sa colère, attaquant la mainmise de la bureaucratie phalangiste, qu’il qualifiait d’exubérante et dont il censurait la corruption et l’incompétence, annonçant vouloir refuser désormais d’assumer le rôle répressif assigné à l’armée par le biais des tribunaux militaires et sous la forme d'exécutions capitales, déplorant les conditions lamentables dans lesquelles travaillaient les prisonniers politiques, et s’attaquant vivement à Serrano Suñer, dont il dénonça le rôle dans la politique d’alliance avec l’Allemagne, alors que rien ne permettait d’assurer que celle-ci finirait par être victorieuse,. Depuis un an déjà, une sorte de parti militaire s’était constitué dont les figures les plus remarquables étaient Orgaz et Kindelán et qui s’opposait nettement à l’idéologie phalangiste et à l’influence croissante de Serrano Suñer.
Sur le plan international, le gouvernement de Franco s’était aligné sur l’Allemagne nazie, en reconnaissance de ce que le camp nationaliste avait bénéficié lors de la Guerre civile d’un important appui aérien des puissances de l’Axe, par le biais de la légion Condor et de l’Aviazione Legionaria. Ce nonobstant, Kindelán penchait pour les Alliés et alla rejoindre au sein de l’état-major la conspiration monarchiste contre Franco,. En mars 1940, les généraux qui composaient le Conseil supérieur de la guerre signèrent un mémorandum, rédigé par Kindelán, qui concluait que l’Espagne n’était pas en état d’entrer en guerre, surtout en raison de ses problèmes économiques et de ses pénuries ; les signataires y critiquaient également le rôle de la FET, principal avocat de la guerre, et posaient que l’armée était « le seul instrument disponible pour orienter la politique espagnole ». Kindelán sympathisait avec le gouvernement du Royaume-Uni, à telle enseigne que les Britanniques l’utilisèrent (et à cet effet le subornèrent — lui, mais aussi et surtout Aranda,), pour presser Franco de restaurer la monarchie et pour forcer l’Espagne à déclarer sa neutralité dans la guerre mondiale. Le 13 décembre 1941, l’ambassade d’Allemagne se plaignit de ce que Kindelán avait invité l’ambassadeur du Royaume-Uni dans sa loge au théâtre du Liceo à Barcelone. 
Le 11 novembre 1942, tandis que le ministre de l’Armée Carlos Asensio faisait pression pour que l’Espagne entre en guerre, Kindelán se réunit avec Franco et lui conseilla de restaurer la monarchie, dans la perspective d’une victoire alliée qui lui paraissait certaine, et lui laissa entendre qu’il ne pourrait pas rester au pouvoir au cas où il se compromettrait trop avec l’Axe. Kindelán avait l’appui d’un nombre important de généraux et, bien que Franco n’ait pas réagi tout d’abord, il lui trouva trois mois plus tard, début 1943, un nouveau poste.
Entre-temps, le prétendant Juan de Bourbon s’était rapproché de l’Angleterre armé d’un plan d'après lequel les Alliés, avec l’aide des monarchistes, envahiraient les Canaries et proclameraient sous son égide un gouvernement provisoire de réconciliation nationale. D’après quelques auteurs, le plan aurait bénéficié de l’appui de plusieurs généraux, dont Kindelán.
En septembre 1943 survint un nouvel incident, lorsque les généraux Orgaz, Dávila, Ponte, Solchaga, Saliquet, Monasterio, Varela et Kindelán adressèrent à Franco une lettre collective lui annonçant qu’ils se désolidarisaient de sa politique « totalitaire » et le priant, en des termes fort emberlificotés, mais non sans une certaine âpreté, de restaurer la monarchie. Franco manda successivement les signataires à son office, s’entretint avec chacun d’eux seul à seul, et obtint certes ainsi que quelques-uns se rétractent ; Kindelán toutefois campa quant à lui sur ses positions. À la suite de cet épisode, Kindelán se trouva davantage encore en ligne de mire et ses relations avec Franco entrèrent dans une phase très périlleuse.
Le 5 janvier 1945, sur la base de son ouvrage de nature historiographique España ante la Esfinge (littér. L’Espagne devant le sphinx), Kindelán fut proposé par trois académiciens attitrés de la Real Academia de la Historia comme candidat pour occuper le siège laissé vacant par Luciano Serrano. Admis en avril 1945, Kindelán prit possession de son fauteuil à la session ordinaire du 2 avril 1948, mais sans avoir eu l’autorisation de donner lecture de son discours de réception, intitulé Acaudilladores y Huestes (± « Chefs de guerre et Hommes de troupe »), comme prescrit par le règlement, sans qu’on ait pu préciser à ce jour d’où procéda cette censure.

#### Après-guerre mondiale
Le 10 février 1945, le prince héritier Juan de bourbon écrivit à Kindelán, le plus fiable des généraux monarchistes, une lettre expressive dans laquelle il l'avertissait qu’il s’apprêtait à publier ce qui serait son premier manifeste contre Franco. Le comte de Barcelone, convaincu à l'issue de la guerre que les jours de Franco étaient comptés, nomma un nouveau « gouvernement provisoire » de l’ombre, de tendance monarchiste, dont Kindelán portait la composition dans la poche de son uniforme et dont le président était Kindelán lui-même (ses ministres étaient Salvador de Madariaga, Gil-Robles, Aranda et Varela). En août de la même année, après avoir attaqué Franco dans un discours polémique favorable à la monarchie, Kindelán fut limogé de l’Académie militaire. Il avait désormais tout le loisir de se vouer aux conspirations qui visaient à assurer la montée sur le trône de Juan de Bourbon. Son activité en faveur de la restauration monarchique et son opposition au régime franquiste s’intensifiaient en même temps que grandissait son risque personnel. Son livre le plus important, Mis cuadernos de guerra (littér. Mes carnets de guerre), où il relatait les événements de la Guerre civile, tardait à paraître et un passage où étaient critiquées les décisions de Franco sur le front du Nord fut supprimé par la censure. Lorsque le dénommé manifeste de Lausanne, où la restauration immédiate de Juan de Borbón était demandée, fit son apparition en mars 1945, Franco identifia Kindelán comme le principal instigateur dudit manifeste et ordonna son incarcération. Dávila lança alors un appel à Franco pour qu’il prenne en considération ses services passés et son âge avancé, 67 ans. Le Caudillo céda, mais l’envoya en février 1946 en exil à Garachico, aux îles Canaries, à plus de 2 000 kilomètres de Madrid, en escomptant que les autres généraux seraient amenés à se taire,,,. En février 1946, 458 personnalités, dont Kindelán, signèrent un manifeste dans lequel ils se félicitaient de l’installation de Don Juan à Estoril, et Kindelán salua à l’École supérieure de guerre « notre roi Jean III ». À la suite de son discours El momento actual de Europa, prononcé en février 1948, il passa deux mois confiné dans le fort de Guadalupe à Fontarrabie (province de Guipúzcoa, dans le Pays basque espagnol). De surcroît, son neveu Juan Manuel Kindelán, étudiant des Mines, étaient un de ces familiers de vainqueurs de la Guerre civile qui dans les années 1950 flirtaient avec les idées socialistes et communistes et essayaient de créer des organisations d’opposition et de nouer des relations avec les exilés.
Cependant, au lendemain de la Seconde Guerre mondiale, en présence désormais de deux grandes puissances internationales, États-Unis et Union soviétique, le gouvernement franquiste évolua en direction d’une posture monarchique. En 1947, la loi de Succession définissait pour la première fois l’État espagnol comme « royaume », encore que la fonction de chef de l’État ait continué à être attribuée nominativement à Franco, qui était habilité à proposer à tout moment devant les Cortes la personne de son successeur, au titre de roi ou de régent.

Armoiries du marquisat de Kindelán.

Le 27 avril 1948, le général Kindelán, âgé de 70 ans, alla rejoindre la réserve active. En 1956, il visita la république d'Irlande, patrie de ses ancêtres, où il lui fut rendu hommage par l’attribution le 14 juillet, des mains du président Eamon de Valera, dans les locaux de l’université de Dublin, du titre de docteur honoris causa.
Kindelán fut en partie réhabilité dans ses dernières années, occupa son fauteuil à la Real Academia de la Historia et se vit décerner la Medalla Aérea, qu’il ne voulut accepter que moyennant l’approbation de Juan de Borbón. En 1961, Kindelán fut doté du titre nobiliaire de marquis de Kindelán, conféré eu égard :

« ...aux mérites acquis par le Lieutenant-Général de l’armée, don Alfredo Kindelán y Duany, qui eut la responsabilité directe du commandement supérieur des Forces aériennes, lesquelles maintinrent victorieusement dans les cieux de l’Espagne leur domination durant toute la campagne, je viens exprimer la reconnaissance de la Nation pour les services rendus à la Croisade nationale. »

— Décret 1757/1961, 1er octobre 1961.
Kindelán mourut l’année suivante à Madrid, tandis que l’Espagne était toujours sous le régime franquiste. Actuellement, l’armée de l’air espagnole entretient en son honneur une chaire Kindelán, créée en 1988 par le général José Sánchez Méndez et consacrée à l’étude et l’analyse de la pensée militaire et de l’histoire aérienne.

## Publications d'Alfredo Kindelán
- Las ascensiones libres en la compañía de aerostación, 1905
- Globos dirigibles, 1909
- Dirigibles y Aeroplanos, editorial Memorial de ingenieros del ejército, 1910
- La flota aérea española, 1916
- España ante la esfinge, editorial Plus Ultra, 1942
- El generalato y el general: misiones y cualidades, editorial Gráficas Yagües, Madrid, 1943 (conférence prononcée à l'occasion de l'inauguration du troisième cursus de commandement, Escuela Superior del Ejército
- España, ente geopolítico singular, editorial Gráficas Yagües, Madrid, 1943 (conférence prononcée à l'occasion de la cérémonie inaugurale du 4e cursus de commandement supérieur, Escuela Superior del Ejército)
- Ciclo de lecciones militares de la hora presente, editorial Gráficas Yagües, Madrid, 1944 (conférence de la 4e et 5e heure, Escuela Superior del Ejército)
- La guerra en el Mediterráneo y Norte de África, editorial Idea, 1944, Tomo V, collection Historia de la Segunda Guerra Mundial
- La próxima guerra, editorial Manuel Aguilar, 1945
- Plus Ultra, Madrid, 1945
- Mis cuadernos de guerra, Madrid, 1945
- Ejército y política, Editorial Aguilar, Madrid, 1947
- Europa, su forja en cien batallas, editorial J. Pueyo, Madrid, 1952
- Clima de guerra, editorial Aguilar, 1952
- Biografía del Señor D. Pedro Vives Vich, general de Ingenieros, fundador y primer jefe de la Aeronáutica española, editorial Rex, Barcelona, 1955
- Cuatro novias inglesas, editorial Destino, Barcelona, 1960
- El problema de los ejércitos, editorial Euramérica, Madrid, 1961
- Mis cuadernos de guerra, editorial Planeta, Barcelona, 1982,  (ISBN 84-320-5677-4) (seconde réédition du livre publié en 1945, mais avec réinsertion des passages supprimés par la censure franquiste).
- La verdad de mis relaciones con Franco, Barcelone, Planeta, 1981, 409 p. (ISBN 978-84-320-5665-9) (éd. posthume)